# 山形ラジオ送信所
山形ラジオ送信所（やまがたラジオそうしんじょ）は、山形県山形市にあるNHK山形放送局と山形放送の中波放送送信所の総称。正式な名称は、NHKが宮町ラジオ放送所である。

## 概要
- 当送信所は、山形市内に置かれ、村山地方の広範囲に電波を発射している。

## 送信所送信施設概要
| 放送局名 | 呼出符号     | 周波数 | 空中線電力 | 放送対象地域 | 放送区域 内世帯数 | 開始年月日     |
| -------- | ------------ | ------ | ---------- | ------------ | ----------------- | -------------- |
| 540kHz   | NHK 山形第1  | JOJG   | 5kW        | 山形県       | 約60万世帯        | 1936年11月30日 |
| 918kHz   | YBC 山形放送 | JOEF   | 5kW        | 山形県       | 不明              | 1953年10月15日 |
| 1521kHz  | NHK 山形第2  | JOJC   | 1kW        | 全国放送     | 約60万世帯        | 1948年12月1日  |

### 送信所所在地
- NHK…山形市馬見ヶ崎3丁目2-3
- YBC…山形市大字沼木字高野内547-4[1]